# Tanja Tischewitsch

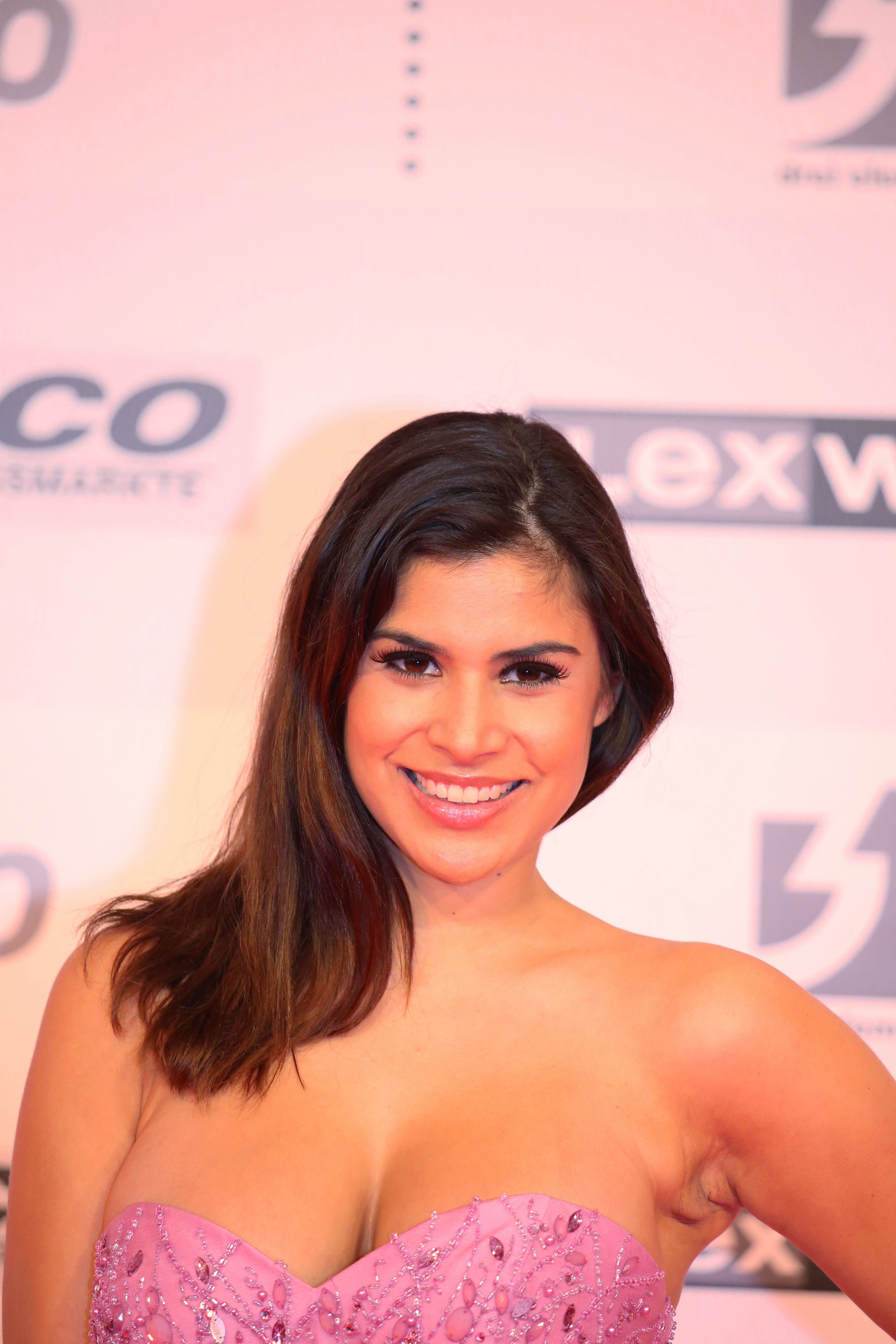
Tanja Tischewitsch (2017)

Tanja Tischewitsch (* 18. August 1989 in Hannover) ist eine deutsche Reality-TV-Teilnehmerin.

## Leben
Tanja Tischewitsch kam als einziges Kind einer indischen Mutter und eines deutschen Vaters ukrainischer Abstammung zur Welt. Ihr Vater verstarb, als sie 17 Jahre alt war.
Als Teil des Duos Las Bonitas nahm sie im Jahr 2008 den Titel Tanga auf. 2014 nahm sie an der elften Staffel der Castingshow Deutschland sucht den Superstar teil und erreichte die zweite Recall-Runde mit 33 Teilnehmern. Anschließend gab sie ihre Arbeitsstelle als Flugbegleiterin bei der Germania auf, um sich durch eine Künstleragentur unter anderem als Moderatorin und Model vermitteln zu lassen. Außerdem wirkte sie im Musikvideo zu I Wanna Live in Brazil von Paul Janke sowie in einer Folge der Dokusoap mieten, kaufen, wohnen mit.
Sie war 2015 Teilnehmerin der RTL-Sendung Ich bin ein Star – Holt mich hier raus!, kam dort ins Finale und erreichte den dritten Platz. Ab August 2015 hatte sie ihre erste Schauspielrolle in der Serie Alles was zählt, in der sie die Rolle der Fitnesstrainerin „Tina Gouverneur“ verkörperte. Im Dezember 2015 verließ sie aufgrund ihrer Schwangerschaft die Serie. Seit Februar 2016 ist sie Mutter eines Sohnes. Mit dem Vater, dem TV-Produzenten Thomas Radeck, hatte sie eine eineinhalbjährige Beziehung.
Vom 26. August 2019 bis zum 6. Februar 2020 war Tischewitsch in der festen Nebenrolle der „Gina Bartel“ in der TV-Seifenoper Herz über Kopf auf RTL zu sehen. 2022 wurde sie in der 10. Staffel von Promi Big Brother Neunte.
2024 nahm Tischewitsch an der fünften Staffel von Kampf der Realitystars – Schiffbruch am Traumstrand teil. Zeitgleich mit der Ausstrahlung war Tischewitsch auf dem Cover und mit einer Fotostrecke in der Ausgabe Mai 2024 des deutschen Playboy-Magazins vertreten.

## Diskografie
- 2008: Tanga (als Teil von Las Bonitas feat. Gonzales G-Punkt)
- 2015: Love or Money

## Filmografie
- 2015: Alles was zählt (Fernsehserie, 80 Episoden)
- 2018: 100 Dinge
- 2018: Asphaltgorillas
- 2019–2020: Herz über Kopf (Fernsehserie)

## Fernsehauftritte
- 2014: Deutschland sucht den Superstar (RTL)
- 2014: mieten, kaufen, wohnen (VOX)
- 2015: Ich bin ein Star – Holt mich hier raus! (RTL)
- 2015: Das perfekte Promi-Dinner (VOX)
- 2017: Promi Shopping Queen (VOX)
- 2018–2019, 2020, 2025: Ich bin ein Star – Die Stunde danach (RTL)
- 2018: Die beste Show der Welt (ProSieben)
- 2020: Ich bin ein Star – Holt mich hier raus! – Die große Dschungelparty (RTL)
- 2021: Ich bin ein Star – Die große Dschungelshow (RTL; Gastauftritt)
- 2022: Promi Big Brother (Sat.1)
- 2023: Promi Big Brother – Die Late Night Show (Sat.1)
- 2024: The 50 (Prime Video)
- 2024: Kampf der Realitystars – Schiffbruch am Traumstrand (RTL ll)
- 2025: The Summit (Prime Video)